# 1991 في بولندا
فيما يلي قوائم الأحداث التي وقعت خلال عام 1991 في بولندا.

## سياسة

### انتهاء فترة المنصب
- 4 يناير – تاديوس مازوفيتسكي رئيس مجلس وزراء بولندا.

## مواليد

### فبراير
- 16 فبراير – كاتارزينا بيتر لاعبة كرة مضرب بولندية.

### مايو
- 1 مايو – بارتوز سالامون لاعب كرة قدم بولندي.
- 5 مايو – لوكاس سكوربسكي لاعب كرة قدم بولندي.
- 27 مايو – فيليب ستارزينسكي لاعب كرة قدم بولندي.

### سبتمبر
- 17 سبتمبر – جوستينا ججيولكا لاعبة كرة مضرب بولندية.

## وفيات

### يوليو
- 1 يوليو – يواخيم كرول (مواليد 1933)
- 24 يوليو – إساك سنجر (مواليد 1902)

### سبتمبر
- 9 سبتمبر – أفرايم ريكر (مواليد 1913) عالم كيمياء حيوية من الولايات المتحدة الأمريكية.

### نوفمبر
- 23 نوفمبر – كلايوس كينسكي (مواليد 1926) ممثل ألماني.